# Droga krajowa nr 73 (Polska)
Droga krajowa nr 73 (DK73) – droga krajowa klasy GP oraz klasy G o długości ok. 192 km, przebiegająca przez województwo świętokrzyskie, małopolskie i podkarpackie. DK73 prowadzi z Wiśniówki k. Kielc do Jasła.

## Klasa drogi
Droga posiada parametry klasy GP na odcinku Wiśniówka – Kielce – Morawica – Busko-Zdrój – Szczucin – Dąbrowa Tarnowska – Tarnów – Pilzno, zaś parametry klasy G na odcinku Pilzno – Jasło.

## Szczegółowy przebieg w wybranych miastach

### Kielce
Droga krajowa nr 73 zaczyna się w podkieleckiej Wiśniówce (węzeł Kielce-Północ). Później przechodzi przez miasto przez ulice: Radomską, al. Solidarności, Źródłową, Tarnowską, al. Jerzego Popiełuszki i Piotra Ściegiennego. Dalej biegnie przez Bilczę (gmina Morawica) w kierunku Buska-Zdroju. Na wysokości Galerii Echo (Bocianek) krzyżuje się z DK74 i S74 (węzeł Kielce-Bocianek). Krzyżuje się również z: DW745 i DW762 (Dąbrowa) oraz DW764 (Barwinek).
Obecnie planowane jest wybudowanie wschodniej obwodnicy miasta, która miałaby przebiegać przez gminy: Morawica, Kielce, Daleszyce i Masłów. Jej celem ma być odciążenie centrum miasta od dużego ruchu w relacji północ-południe.

## Historia numeracji
Na przestrzeni lat trasa posiadała różne oznaczenia i klasyfikacje:

| Numer | Numer | Kategoria            | Przebieg                                                                                       | Lata obowiązywania                               | Źródło | Uwagi |
| ----- | ----- | -------------------- | ---------------------------------------------------------------------------------------------- | ------------------------------------------------ | --- | --- |
| 13    | 13    | Droga państwowa      | Kielce – Morawica – Chmielnik – Pacanów – Szczucin – Dąbrowa Tarnowska – Tarnów                | 1921 – 1952                                      | - Ustawa z dnia 10 grudnia 1920 r. o budowie i utrzymaniu dróg publicznych w Rzeczypospolitej Polskiej (Dz.U. z 1921 r. nr 6, poz. 32) - Zygmunt Jaworski: Mapa samochodowa Polski (stan dróg) na rok 1939/40. Tadeusz Musiał. Brak numerów stron w książce | W ustawie odcinek opisano jako Tarnów – Szczucin – Busk – Kielce                                                      |
| 11    | 11    | Droga państwowa      | Tarnów – Pilzno                                                                                | lata 30. – 1952                                  | Zygmunt Jaworski: Mapa samochodowa Polski (stan dróg) na rok 1939/40. Tadeusz Musiał. Brak numerów stron w książce | |
| 15    | E7    | Droga międzynarodowa | Wiśniówka – Kielce                                                                             | - krajowy: 1952 – 1984 - europejski: 1962 – 1984 | - Atlas samochodowy Polski. Wyd. IV. Warszawa: Państwowe Przedsiębiorstwo Wydawnictw Kartograficznych, 1965. Brak numerów stron w książce - Samochodowy atlas Polski 1:500 000. Wyd. V. Warszawa: Państwowe Przedsiębiorstwo Wydawnictw Kartograficznych, 1979. ISBN 83-7000-017-7. Brak numerów stron w książce - Samochodowy atlas Polski 1:500 000. Wyd. IX. Warszawa: Państwowe Przedsiębiorstwo Wydawnictw Kartograficznych, 1984. Brak numerów stron w książce - Samochodowy atlas Polski 1:500 000. Wyd. IX. Warszawa: Państwowe Przedsiębiorstwo Wydawnictw Kartograficznych, 1985. Brak numerów stron w książce                                                                                          | W 1984 r. trasę E7 przekierowano na obwodnicę kielecką                                                                |
| 128   | 128   | Droga państwowa      | Kielce – Chmielnik – Busko-Zdrój – Pacanów – Dąbrowa Tarnowska – Tarnów                        | lata 70. – 1986                                  | j.w. oraz Mapa samochodowa Polski 1:1 000 . Warszawa: Państwowe Przedsiębiorstwo Wydawnictw Kartograficznych, 1972. Brak numerów stron w książce | |
| 31    | E22   | Droga międzynarodowa | Tarnów – Pilzno                                                                                | - krajowy: 1952 – 1986 - europejski: 1962 – 1985 | - Atlas samochodowy Polski. Wyd. IV. Warszawa: Państwowe Przedsiębiorstwo Wydawnictw Kartograficznych, 1965. Brak numerów stron w książce - Mapa samochodowa Polski 1:1 000 . Warszawa: Państwowe Przedsiębiorstwo Wydawnictw Kartograficznych, 1972. Brak numerów stron w książce - Samochodowy atlas Polski 1:500 000. Wyd. IX. Warszawa: Państwowe Przedsiębiorstwo Wydawnictw Kartograficznych, 1984. Brak numerów stron w książce - Samochodowy atlas Polski 1:500 000. Wyd. IX. Warszawa: Państwowe Przedsiębiorstwo Wydawnictw Kartograficznych, 1985. Brak numerów stron w książce | |
| ?     | ?     | Droga państwowa      | Pilzno – Jasło                                                                                 | do 1986                                          | - Atlas samochodowy Polski. Wyd. IV. Warszawa: Państwowe Przedsiębiorstwo Wydawnictw Kartograficznych, 1965. Brak numerów stron w książce - Mapa samochodowa Polski 1:1 000 . Warszawa: Państwowe Przedsiębiorstwo Wydawnictw Kartograficznych, 1972. Brak numerów stron w książce - Samochodowy atlas Polski 1:500 000. Wyd. IX. Warszawa: Państwowe Przedsiębiorstwo Wydawnictw Kartograficznych, 1984. Brak numerów stron w książce - Samochodowy atlas Polski 1:500 000. Wyd. IX. Warszawa: Państwowe Przedsiębiorstwo Wydawnictw Kartograficznych, 1985. Brak numerów stron w książce | 1. nieznana numeracja przed 1986 rokiem 2. odcinek zmiennie oznaczany na mapach jako droga główna i droga drugorzędna |
| 73    | 73    | Droga krajowa        | Wiśniówka – Kielce – Chmielnik – Busko-Zdrój – Pacanów – Szczucin – Dąbrowa Tarnowska – Tarnów | od 14 II 1986                                    | - Uchwała nr 192 Rady Ministrów z dnia 2 grudnia 1985 r. w sprawie zaliczenia dróg do kategorii dróg krajowych (M.P. z 1986 r. nr 3, poz. 16) - Mapa samochodowa Polski 1:700 000. Wyd. 1. Szczecin: Wydawnictwo Kartograficzne KOMPAS, 1996/1997. ISBN 83-904373-2-5. Brak numerów stron w książce - Mapa samochodowa Polski 1:700 000. Wyd. II zmienione i poprawione. Szczecin: Wydawnictwo Kartograficzne KOMPAS, 1997/1998. ISBN 83-904373-3-3. Brak numerów stron w książce | |
| 4     | E40   | Droga krajowa        | Tarnów – Pilzno                                                                                | 14 II 1986 – 2016                                | - Uchwała nr 192 Rady Ministrów z dnia 2 grudnia 1985 r. w sprawie zaliczenia dróg do kategorii dróg krajowych (M.P. z 1986 r. nr 3, poz. 16) - Mapa samochodowa Polski 1:700 000. Wyd. 1. Szczecin: Wydawnictwo Kartograficzne KOMPAS, 1996/1997. ISBN 83-904373-2-5. Brak numerów stron w książce - Mapa samochodowa Polski 1:700 000. Wyd. II zmienione i poprawione. Szczecin: Wydawnictwo Kartograficzne KOMPAS, 1997/1998. ISBN 83-904373-3-3. Brak numerów stron w książce - POLSKA Atlas drogowy 1:200 000. Mapy Ścienne Beata Piętka, 2000. Brak numerów stron w książce - Mapa samochodowa Polski 1:700 000. Wyd. XXVII. Dom Wydawniczy PWN, 2016. ISBN 978-83-7705-942-5. Brak numerów stron w książce | W latach 2000–2016 odcinek wspólny dróg nr 4 i 73                                                                     |
| 992   | 992   | Droga krajowa        | Pilzno – Jasło                                                                                 | 14 II 1986 – 2000                                | - Uchwała nr 192 Rady Ministrów z dnia 2 grudnia 1985 r. w sprawie zaliczenia dróg do kategorii dróg krajowych (M.P. z 1986 r. nr 3, poz. 16) - Mapa samochodowa Polski 1:700 000. Wyd. 1. Szczecin: Wydawnictwo Kartograficzne KOMPAS, 1996/1997. ISBN 83-904373-2-5. Brak numerów stron w książce - Mapa samochodowa Polski 1:700 000. Wyd. II zmienione i poprawione. Szczecin: Wydawnictwo Kartograficzne KOMPAS, 1997/1998. ISBN 83-904373-3-3. Brak numerów stron w książce | Droga dopuszczona do ruchu ciężkiego – dopuszczalny nacisk na oś do 10 ton                                            |
| 73    | 73    | Droga krajowa        | Pilzno – Jasło                                                                                 | od 2000                                          | Zarządzenie nr 6 Generalnego Dyrektora Dróg Publicznych z dnia 9 maja 2000 r. w sprawie nowych numerów dróg krajowych · (wykaz dróg w archiwum Rzeczpospolitej ) | Informacje dla ruchu ciężkiego                                                                                        |

## Dopuszczalny nacisk na oś
Od 13 marca 2021 roku na całej długości drogi dopuszczalny jest ruch pojazdów o nacisku pojedynczej osi napędowej do 11,5 tony.

### Do 13 marca 2021 r.
Wcześniej droga krajowa nr 73 była objęta ograniczeniami dopuszczalnego nacisku pojedynczej osi:
| Znak | Dopuszczalny nacisk | Odcinek |
| ---- | ------------------- | --- |
|      | do 11,5 tony        | - Tarnów (E40 węzeł „Tarnów Centrum” – skrzyżowanie z ) - Tarnów – Pilzno (odcinek wspólny z )                                                                        |
| DK73 | do 10 ton           | - Wiśniówka (E77 węzeł „Kielce Północ”) – Kielce – Morawica – Busko-Zdrój – Szczucin – Dąbrowa Tarnowska – Tarnów (E40 węzeł „Tarnów Centrum”) - Pilzno () – Jasło () |

## Ważniejsze miejscowości i skrzyżowania na DK73
- Wiśniówka (S7)
- Kielce (S74, DK74, DW745, DW761, DW762, DW764, DW786) – obwodnica planowana
- Morawica (DW763, DW766) – I etap obwodnicy zbudowany/II etap obwodnicy budowany[8][9][10]
- Chmielnik (DK78, DW765) – obwodnica planowana w ramach programu budowy 100 obwodnic na lata 2020–2030
- Busko-Zdrój (DW776, DW973) – obwodnica
- Stopnica (DW756, DW757) – obwodnica
- Pacanów (DK79) – obwodnica
- Szczucin (DW982)
- Dąbrowa Tarnowska (DW975) – obwodnica
- Lisia Góra (DW984)
- Tarnów (A4, DK94, DW973, DW977) – obwodnica planowana w ramach programu budowy 100 obwodnic na lata 2020–2030
- Pilzno (DK94) – obwodnica planowana w ramach programu budowy 100 obwodnic na lata 2020–2030
- Brzostek – obwodnica planowana w ramach programu budowy 100 obwodnic na lata 2020–2030
- Kołaczyce – obwodnica planowana w ramach programu budowy 100 obwodnic na lata 2020–2030
- Jasło (DK28, DW992) – obwodnica planowana w ramach programu budowy 100 obwodnic na lata 2020–2030

## Linki zewnętrzne

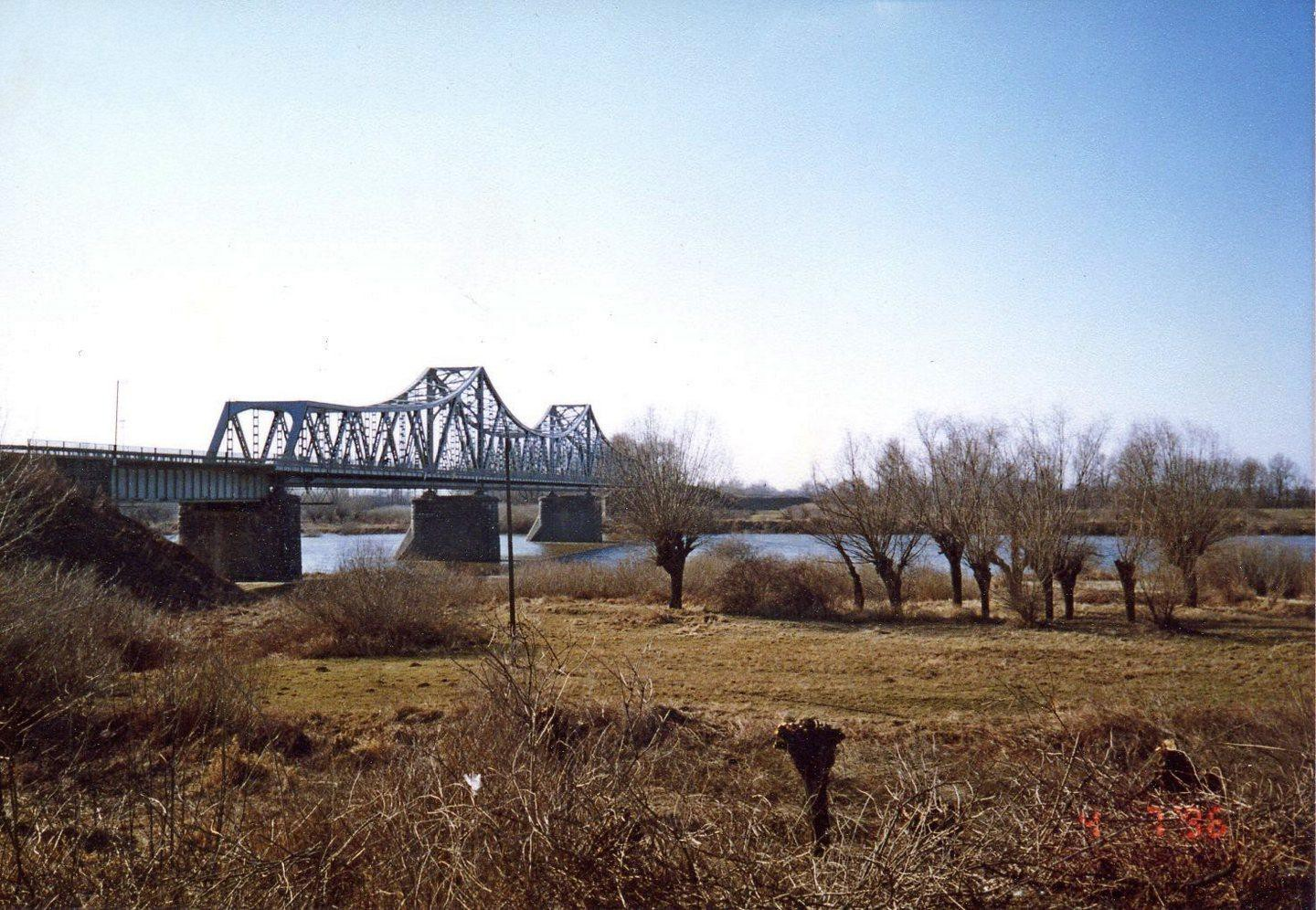
Most na Wiśle w Szczucinie

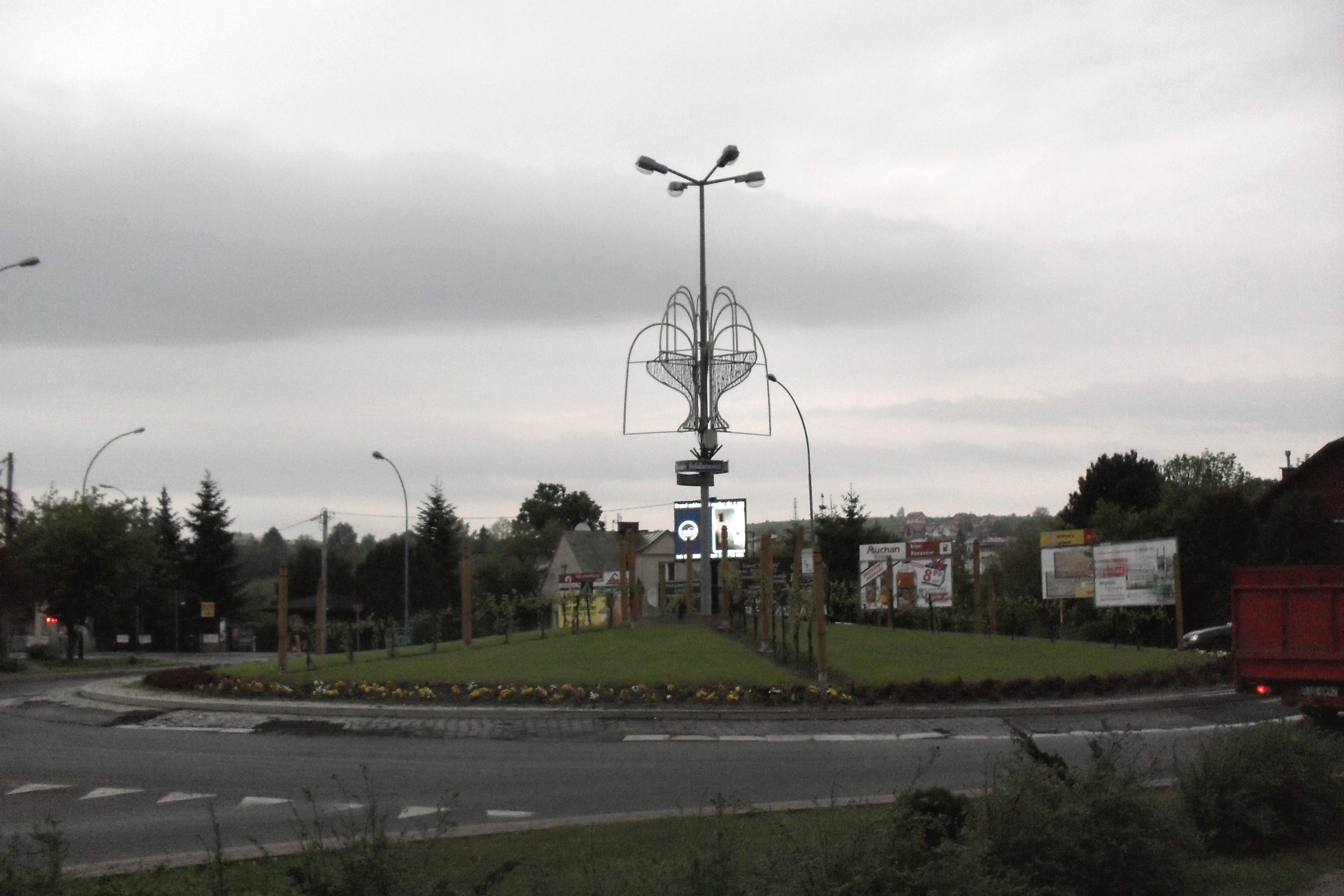
Rondo Solidarności w Jaśle, DK nr 73